# Ród z Lusignan

Herb Lusignanów

Ród Lusignan, Lusignanowie, Luzynianowie – francuski ród wywodzący się z miejscowości Lusignan w okolicach Poitou.
Od X wieku sprawowali godność seniorów miejscowości Lusignan. W XI wieku zostali też hrabiami La Marche i Angoulême (XIII wiek). Najbardziej znanymi władcami byli Hugo IX Czarny, Hugo X Czarny. Ich uczestnictwo w wyprawach krzyżowych doprowadziło do objęcia tronu królestwa Jerozolimskiego przez Gwidona de Lusignan i Amalryka II de Lusignan. W 1192 roku Gwidon de Lusignan odkupił od templariuszy Cypr. Od tego czasu do roku 1474 dynastia Lusignan rządziła tym państwem. Rządzili także krótko w Małej Armenii (1342–1375).

## Seniorzy Lusignan
- Hugon I de Lusignan (X wiek)
- Hugon II de Lusignan (zm. 967)
- Hugon III de Lusignan
- Hugon IV de Lusignan (zm. 1026)
- Hugon V de Lusignan (zm. 1060)

## Hrabiowie La Marche i seniorzy Lusignan
- Hugon VI de Lusignan (1091–1110)
- Hugon VII de Lusignan (1110–1151)
- Hugon VIII de Lusignan (1151–1165)
- Hugo IX Czarny (1200–1219)

## Hrabiowie La Marche i Angoulême, seniorzy Lusignan
- Hugon I (1218–1246)
- Hugon II (1246–1260)
- Hugon III (1260–1282)
- Hugon IV (1282–1303)
- Gwidon (1303–1308)

## Królowie Jerozolimy
- Gwidon de Lusignan (1186–1192), iure uxoris
- Amalryk II de Lusignan (1198–1205), iure uxoris
- Hugo I Cypryjski (1268–1284)
- Jan II Cypryjski (1284–1285)
- Henryk II Cypryjski (1285–1291), następnie tytuł dziedziczony przez królów Cypru

## Królowie Cypru

### Linia główna
- Gwidon z Lusignan (1192–1194)
- Amalric z Lusignan (1194–1205)
- Hugo I (1205–1218)
- Henryk I (1218–1253)

Herb Królestwa Cypru

  - Alicja Cypryjska (regentka: 1218–1235)
- Hugo II (1253–1267)
  - Plaisance z Antiochii (regentka: 1253–1258)

### Linia kognatyczna pochodząca odIzabeli Lusignandynastia de Poitiers-Lusignan
- Hugo III (1267–1284)
- Jan I (1284–1285)
- Henryk II (1285–1306)
  - Amalryk z Tyru (regent i uzurpator: 1306–1310)
- Henryk II (1310–1324), ponownie
- Hugo IV (1324–1359)
- Piotr I (1359–1369)
- Piotr II (1369–1382)
- Jakub I (1382–1398)
- Janus (1398–1432)
- Jan II (1432–1458)
- Charlotta (1458–1464), usunięta
  - Ludwik Sabaudzki (1459–1464), mąż Charlotty i król iure uxoris, usunięty
- Jakub II Bastard (1464–1473)
- Jakub III (1473–1474)

## Królowie Małej Armenii
- Konstantyn II (1342–1344)
- Leon V (1374–1375), zm. 1383; następnie tytuł dziedziczony przez królów Cypru